# Roaninish SPA
Roaninish SPA este o arie protejată (arie de protecție specială avifaunistică — SPA) din Irlanda întinsă pe o suprafață de 145,76 ha, integral pe uscat.

## Localizare
Centrul sitului Roaninish SPA este situat la coordonatele 54°52′15″N 8°32′12″W / 54.870748°N 8.536616°V.

## Înființare
Situl Roaninish SPA a fost declarat arie de protecție specială avifaunistică în martie 2009 pentru a proteja 4 specii de animale.

## Biodiversitate
Situată în ecoregiunea atlantică, aria protejată nu include niciun habitat protejat.
La baza desemnării sitului se află mai multe specii protejate de  păsări (4): Branta leucopsis, Hydrobates pelagicus, cormoran mare (Phalacrocorax carbo), Sterna paradisaea.
Pe lângă speciile protejate, pe teritoriul sitului au mai fost identificate 5 specii de păsări.